# Dramatical Murder
Dramatical Murder (ドラマティカル マーダー Doramatikaru Mādā?), estilizado como DRAMAtical Murder, es una novela visual japonesa de género yaoi y ciencia ficción desarrollada por Nitro+Chiral. Fue lanzada el 23 de marzo de 2012 para formato PC como una edición de prensa, mientras que una edición regular fue lanzada el 27 de abril de 2012. Debido al éxito obtenido con la primera entrega y, al poco espacio habido en el primer disco, una segunda parte titulada DRAMAtical Murder re:connect (ドラマティカル マーダー リコネクト Doramatikaru Mādā Rikonekuto?), fue lanzada también para PC el 26 de abril de 2013. Un remake basado en el juego original, DRAMAtical Murder re:code (ドラマティカル マーダー リコード Doramatikaru Mādā Rikōdo?), fue lanzado el 30 de octubre de 2014 para PlayStation Vita. re:code cuenta con material extra y con una notoria disminución del contenido sexual y de violencia que caracterizaron las dos entregas anteriores de Dramatical Murder, principalmente con el objetivo de llegar a una audiencia más joven. Una adaptación a serie de anime realizada por el estudio NAZ y dirigida por Kazuya Miura, fue estrenada en Japón el 6 de julio de 2014. El anime cuenta con doce episodios y un OVA.
La historia se desarrolla en un futuro distópico donde un juego de realidad virtual llamado Rhyme ha ganado popularidad entre los jóvenes. El protagonista Aoba Seragaki se verá envuelto en una serie de extraños sucesos que amenazarán con poner en riesgo su vida cotidiana. Aoba deberá descubrir que relación guarda su olvidado pasado con Rhyme y aún más importante, con el antagonista principal, Tōue. 
La banda sonora principal estuvo a cargo del grupo musical GOATBED, mientras que las canciones individuales para cada personaje y sus respectivas rutas fueron compuestas e interpretadas por la cantante Kanako Itō, el cantante Seizi Kimura y la banda VERTUEUX. Considerada como la «obra maestra» de Nitro+Chiral, Dramatical Murder mezcla diversos temas como la individualidad, enfermedades mentales presentes en los personajes, trastornos de identidad que caracterizan al protagonista, abuso físico y psicológico y la compleja función del cerebro humano, así como también la capacidad y poder que este mismo puede llegar a adquirir. 

## Argumento
Dramatical Murder se desarrolla muchos años en el futuro en la isla ficticia de Midorijima (碧島), Japón. En algún momento anterior al comienzo de la historia, la isla fue comprada y privatizada por la poderosa compañía Tōue Corporation, para ser posteriormente convertida en una atracción llamada Platinum Jail, forzando a los residentes originales de la isla a vivir en distritos excluidos alrededor de esta, denominados Old Residential District («Viejo Distrito Residencial»). Aoba Seragaki es un joven de veintitrés años de edad que vive en la isla con su abuela, Tae, y trabaja en una tienda de chatarrería a medio tiempo, esperando poder vivir una vida tranquila y sin contratiempos innecesarios. Sin embargo, luego de haber sido forzado a participar en el popular juego de realidad virtual Rhyme —del cual circulan rumores de desapariciones de personas de grupos de Ribsteez—, extraños sucesos comienzan a suceder en su vida rutinaria. A lo largo de la historia, Aoba conocerá diversos personajes que resultarán ser más de lo que dejan ver a simple vista y, dependiendo de sus opciones, estos pueden ayudarle o ser la causa de su perdición. A medida que trata de superar y entender las circunstancias a su alrededor, incluyendo sus misteriosos poderes, Aoba se encuentra en la necesidad de desentrañar los misterios detrás de la isla con el fin de proteger su vida cotidiana y seres queridos.

## Personajes

### Principales

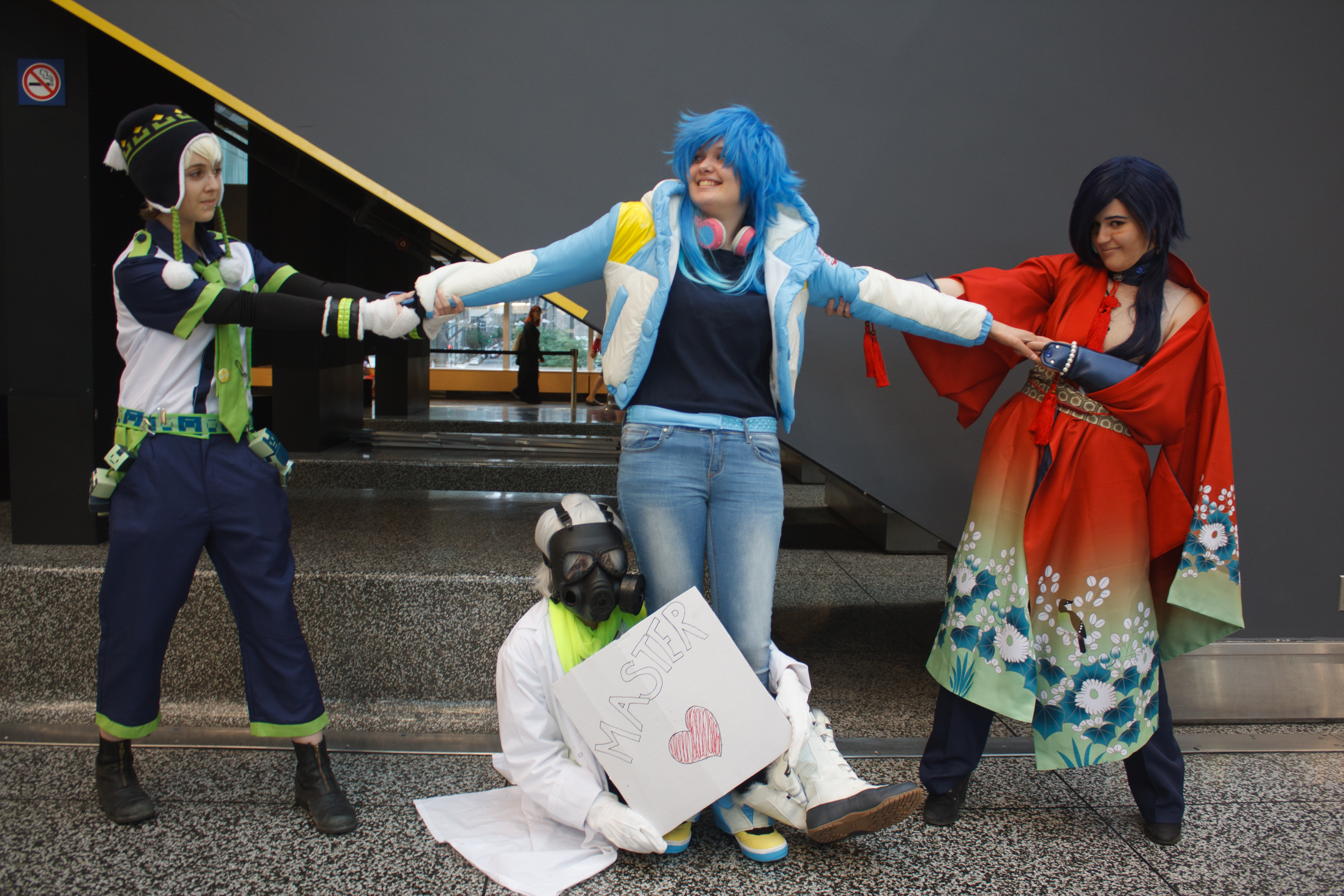
Cosplay de los personajes principales de Dramatical Murder, Montreal Comiccon de 2016.

Aoba Seragaki (瀬良垣 蒼葉 Seragaki Aoba?)
Voz por: Atsushi Kisaichi (novela visual y anime), Hiroko Miyamoto (joven), Gabriel Regojo (inglés)
Es el protagonista principal de la historia. Aoba es un joven de veintitrés años que trabaja medio tiempo en una tienda de chatarrería llamada «Junk Shop Heibon» y vive con su abuela, Tae, en el Viejo Distrito Residencial, en la isla japonesa de Midorijima. Posee una habilidad especial llamada Scrap, la cual le permite fundir su conciencia con la de otras personas a través de su voz y usarla para controlarlas, aunque esto también puede destruirlas y dejar a las víctimas en un estado de coma irremediable. Es un muchacho honesto, amable y de mente abierta, pero de acuerdo con Ren, tiene un temperamento algo difícil. Padece de un trastorno de identidad disociativo que dio origen a otra entidad que representa a Scrap, la cual suele aparecer cuando Aoba se encuentra emocionalmente angustiado. El "otro Aoba" desea el caos y la destrucción, y ha demostrado ser sádico y masoquista. Sus padres adoptivos son Nine y Haruka Seragaki, mientras que su hermano gemelo es Sei.
Sly Blue (スライブルー Surai burū?)
Voz por: Atsushi Kisaichi
Es la personalidad alterna de Aoba, así como también el nombre que este utilizaba para participar en las peleas de Rhyme. Sly Blue representa el deseo en Aoba, un ser despiadado, violento y mentalmente inestable que considera el dolor algo placentero; a menudo riéndose histéricamente en situaciones en las que es sometido a golpes y torturas, o es obligado a tener relaciones no consensuales. Desea el caos y la destrucción por sobre todas las cosas y ha demostrado ser mucho más fuerte que el mismo Aoba. Su verdadera naturaleza es posteriormente revelada por Sei, quien explica que todo lo que Sly Blue quería era que Aoba reconociera su existencia. Sentía dolor y soledad sabiendo que Aoba trataba de reprimirlo tomando medicamentos y negándose a escucharlo. Más tarde, es suprimido por Aoba pero no desaparece por completo de su ser, dando a entender que podría volver a aparecer en cualquier momento.
Ren (蓮?)
Voz por: Ryōta Takeuchi (novela visual y anime), David Wald (inglés)
Es el AllMate de Aoba, con la apariencia de un spitz japonés de color azul oscuro. Es capaz de tomar forma humana durante las batallas del juego Rhyme. Ren posee un comportamiento maduro, paciente y pragmático, y pesar de ser un modelo antiguo de Allmate, Aoba considera a Ren como su compañero y lo ve como parte de su familia. Originalmente, Ren era una parte de la conciencia de Aoba que fue creada para mantener el equilibrio entre Aoba y su otra personalidad destructiva, Sly Blue.
Koujaku (紅雀 Kōjaku?)
Voz por: Hiroki Takahashi (novela visual y anime), Eiji Miyashita (joven), David Matranga (inglés)
Es un amigo de la infancia de Aoba y líder del grupo Benishigure. Trabaja como peluquero y su cuerpo está cubierto de numerosos tatuajes y cicatrices. Koujaku es compasivo y de voluntad fuerte, pero tiende a preocuparse demasiado por sus seres queridos y a menudo se deja provocar de una manera muy fácil —casi rozando lo infantil—, principalmente por Noiz, a quien parece odiar. Es el hijo ilegítimo de un líder yakuza y su amante. Al ser el único heredero de su padre debido a que su esposa no podía tener hijos, él y su madre se vieron obligados a abandonar Midorijima cuando era adolescente. Luego de someterse a un doloroso proceso de tatuaje por órdenes de su padre, Koujaku fue dominado por los efectos que los tatuajes provocaron en él y asesinó a su familia. A pesar de su oscuro pasado, fue gracias al recuerdo de Aoba que logró seguir viviendo. Conserva una personalidad positiva y suave, pero se encuentra enormemente atormentado por su pasado. 
Noiz (ノイズ Noizu?)
Voz por: Satoshi Hino (novela visual y anime), Corey Hartzog (inglés)
Noiz, cuyo nombre verdadero es Wilhelm (ウィルヘルム Uiruherumu?), es un habilidoso hacker de diecinueve años fundador y líder del grupo de Rhyme, Ruff Rabbit. Padece de CIP desde que es niño, por lo que no siente ningún tipo de dolor en su cuerpo, con la única excepción de su lengua. Sus padres se avergonzaban de él hasta el extremo de encerrarlo en su habitación y no permitirle salir, un hecho que se extendió durante años hasta que decidió huir de su hogar en Alemania y emigró a Japón. Debido a esto, Noiz se muestra apático con el mundo que lo rodea, creyendo que todos los que se acercaban a él solo querían algo a cambio. También basa todo en la lógica, aunque puede llegar a ser inmaduro e infantil, una personalidad que a menudo roza con la de Koujaku. Su incapacidad para sentir dolor también le hace actuar de forma imprudente y siente la necesidad de jugar Rhyme para así poder sentir una ilusión cercana al dolor. Su cuerpo está cubierto con numerosos pírsines. 
Clear (クリア Kuria?)
Voz por: Masatomo Nakazawa (novela visual y anime), Greg Ayres (inglés)
Es un androide que anteriormente estuvo bajo las órdenes de Toue, siendo creado como un prototipo para Scrap. Clear fue descartado debido a que presentaba defectos, sin embargo, fue salvado por un hombre que estaba a cargo de la eliminación de proyectos defectuosos, quien huyó con Clear y lo crio como su hijo hasta que posteriormente falleció. Clear se dirige a este hombre como su "abuelo" y habla de él con cariño. Se refiere a Aoba como su "Maestro", a quien siempre está dispuesto a complacer. Aunque es alegre, educado y bondadoso, Clear es muy infantil y sus excentricidades provocan que los demás no le tomen en serio. Casi siempre se le ve con un paraguas de vinilo y posee dos máscaras para ocultar su rostro; una es una máscara de gas negra y la otra es una máscara que representa a una mujer japonesa. Disfruta cantar y a menudo se le puede oír cantando una canción llamada "La canción de las medusas". Luego de haber destruido su "key lock" (un mecanismo de seguridad dentro de su cabeza que le impedía atacar a los suyos) con el fin de defender a Aoba, pierde la audición y la vista en su lado derecho, por lo que no es capaz de oír si alguien le habla directamente de ese lado.
Mink (ミンク Minku?)
Voz por: Ken'ichirō Matsuda (novela visual y anime), Andrew Love (inglés)
Es el líder de Scratch, un grupo de ex-prisioneros. Mink proviene de una tribu de nativos americanos que cultivaban hierbas con el poder de afectar el olor corporal de un ser humano y así darles una sensación de paz. Toue, quien creyó que el propósito de la planta era la manipulación de la mente, masacró a la tribu de Mink en un intento de obtenerlas, mientras que Mink fue capturado y llevado a Midorijima para experimentar con él. Mink escapó y comenzó a tramar su venganza contra Toue por la masacre de su pueblo. Como resultado, se volvió frío y callado. Tiene una personalidad estoica, despiadada y controladora; constantemente usa la violencia como un medio para alcanzar sus metas. A pesar de su exterior áspero, tiene un lado apacible que rara vez muestra.

### Secundarios
Sei (セイ Sei?)
Voz por: Yūichi Iguchi (novela visual y anime), Clint Bickham (inglés)
Es el hermano gemelo de Aoba. Sei creció en las instalaciones de Toue y, al igual que Aoba, posee la habilidad de Scrap. Sin embargo, su poder se concentra en sus ojos y no en su voz. Sei desea que Aoba le destruya para así poder ser liberado de su sufrimiento, luego de años de haber sido sometido a los experimentos de Toue, experimentos que también provocaron que su cuerpo enfermase y estuviese al borde de la muerte al principio de la historia. Inicialmente, se le ve como alguien sin emociones, pero Sei es suave, amable y se preocupa profundamente por su hermano y Ren, deseando la felicidad de ambos. A pesar de los terribles experimentos que Toue realizó con él, Sei afirma que no guarda rencor hacia este por todo lo que ha hecho, pero se siente responsable de no impedir que causará más daño a las personas. Tanto Sei como Aoba comparten los mismos rasgos faciales, siendo la única diferencia su color de cabello y ojos.
Tae Seragaki (瀬良垣 タエ Seragaki Tae?)
Voz por: Fuzuki Kun (novela visual y anime), Marcy Bannor (inglés)
Es la abuela de Aoba, a quien a menudo regaña pero se preocupa profundamente por su nieto. Años antes del comienzo de la historia, Tae solía trabajar como investigadora para Toue, pero al enterarse de que su investigación estaba siendo utilizada para la experimentación ilegal en humanos renunció a su empleo. Al huir, Tae se llevó consigo el cuerpo del recién nacido Aoba, quien había muerto luego de ser separado de su hermano Sei, para poder darle un entierro digno. Sin embargo, Aoba volvió a la vida y Tae lo dejó al cuidado de una iglesia, sintiéndose incapaz de cuidarlo y lidiar con su culpa. Años más tarde, la hija adoptiva de Tae, Haruka, y su marido adoptaron a Aoba y Tae consideró que el destino los quería juntos. Debido a que su hija y yerno viajan continuamente por el mundo, Tae es quien ha cuidado de Aoba por años. Como farmacéutica, prescribe medicamentos para Aoba para aliviar sus dolores de cabeza.
Haruka Seragaki (瀬良垣 ハルカ Seragaki Haruka?)
Voz por: Nana Nogami
Es la madre adoptiva de Aoba, esposa de Nine e hija adoptiva de Tae. Ella y Tae son parientes lejanos, pero Tae la tomó bajo su cuidado luego de que Haruka escapase de sus padres abusivos. A pesar de haber vivido una infancia terrible, el amor que siente por Nine y su familia la convirtieron en una persona alegre y amable. Conoció a Nine en Midorijima, quien había arribado a la isla debido a uno de sus viajes y se enamoró de este. Haruka sabía que Nine no se quedaría mucho tiempo en Midorijima, así que eventualmente abandonó la isla con él. Nine y Haruka dejaron a Aoba al cuidado de Tae cuando era un niño y no han vuelto a Midorijima desde entonces.
Nine (ナイン Nain?)
Voz por: Reiji Hibiki
Es el padre adoptivo de Aoba y marido de Haruka. Misterioso y bastante caprichoso, fue utilizado como sujeto de pruebas por Toue y aparentemente oye "voces" como resultados de estos experimentos. Viaja frecuentemente por el mundo, encontrándose con Aoba durante uno de estos viajes. Pudo sentir que Aoba era especial y decidió adoptarlo junto a su esposa. Nine y Haruka dejaron a Aoba al cuidado de Tae cuando era un niño y no han vuelto a Midorijima desde entonces.
Mizuki (ミズキ Mizuki?)
Voz por: Kenji Takahashi (novela visual y anime), Adam Gibbs (inglés)
Es el líder del equipo de Ribstiez Dry Juice y propietario de una tienda de tatuajes llamada Black Needle. Mizuki y Aoba trabaron amistad cuando Aoba aún era un adolescente y participaba en Rhyme. Mizuki es un joven amable y amistoso, y trata a los miembros de su equipo como su familia. A pesar de ser líderes de diferentes equipos de Ribstiez, también es buen amigo de Koujaku.
Tatsuo Toue (東江 達夫 Tōe Tatsuo?)
Voz por: Tadahisa Saizen (novela visual y anime), John Gremillio (inglés)
Es el dueño de Platinum Jail y el principal antagonista del juego. Toue es amado por los ciudadanos de Platinum Jail, pero es despreciado por los ciudadanos en el Viejo Distrito Residencial de Midorijima. Ostensiblemente, es conocido como un hombre tranquilo e idealista que desea la paz y felicidad para la humanidad. Sin embargo, verdaderamente es un individuo manipulador y malvado, quien justifica sus horrendos crímenes bajo la excusa de ser un "bien mayor", cuando en realidad solo desea alcanzar sus propias metas de dominar el mundo. 
Virus (ウイルス Uirusu?) y Trip (トリップ Torippu?)
Voz por: Junji Majima (Virus) y Tomoyuki Higuchi (Trip)
Son viejos conocidos de Aoba. Trabajan para los yakuza y son los líderes del legendario grupo Morphine. A menudo son confundidos con gemelos debido a sus apariencias similares, a pesar de que no lo son y se enfadan si alguien lo menciona. Se convirtieron en "fans" de Aoba luego de haberle visto luchar en Rhyme en el pasado y ocasionalmente actúan como sus aliados. En realidad, simplemente buscan conseguir sus propios intereses.
Theodore (セオドア Seodoa?)
Voz por: Sōma Saitō (CD drama)
Comúnmente conocido como Theo (テオ Teo?), es el hermano menor de Noiz. Theo es un personaje exclusivo del CD drama, aunque es también mencionado por Noiz en ambos juegos de la franquicia. Nacido dos años después que Noiz, Theo ama profundamente a su hermano y fue el único en su familia que trató de entenderlo durante su tumultuosa infancia. Sin embargo, Noiz fue encarcelado en su habitación para evitar que accidentalmente dañase a otros y sus padres le prohibieron a Theo tener contacto con su hermano. Como tal, Noiz no se resiente de su hermano y lo trata con amabilidad. Luego de que Noiz huyera a Japón, su familia pasó años buscándolo mientras su padre entrenaba a Theo para convertirse en el sucesor de la compañía familiar. Noiz se convierte en el asistente de Theo al regresar a Alemania. Tiene un sorprendente parecido con Noiz, hasta en punto en el que Aoba lo confundió dos veces con este último.
Kio (キオ?), Nao (キオ?) y Mio (ミオ?)
Voz por: Kio: Dani (novela visual) y Satosaki Ume (anime). Nao: Shin Sayama (novela visual) y Megumi Matsumoto (anime). Mio: Emi Motoi (novela visual y anime)
Son tres hermanos pequeños, dos niños y una niña, que viven en Midorijima. A menudo, el travieso trío visita la tienda donde trabaja Aoba con la única finalidad de molestarlo, a quien comúnmente llaman "Aoba baka", es decir, idiota. A pesar de dedicarse a fastidiar a Aoba, en realidad sienten afecto por él y le advirtieron a Noiz que más le valía cuidarlo, puesto que lo dejaban bajo su cuidado.
Haga (羽賀?)
Voz por: Eiichirō Tokumoto, Rutherford Cravens (inglés)
Es el dueño de Junk Shop Mediocrity, la tienda donde trabaja Aoba. Es un hombre de mediana edad amable y muy considerado, pero tiende a perder los estribos cuando es llamado "calvo" por Kio, Nao y Mio. Su Allmate es Bonjin-kun.
Akushima (悪島?)
Voz por: Nanbu Tetsuyoshi, Mark Laskowski (inglés)
Es un violento policía que opera en el Viejo Distrito Residencial, principalmente dedicándose a irrumpir en las peleas de Rhyme y amenazando a todo el mundo con recibir la pena de muerte. Siempre se le ve llevando con él un megáfono que también funciona como un arma modificada.
Yoshie (ヨシエ?)
Voz por: Ume Satosaki (novela visual), Riasu Oboredani (anime), Allison Sumrall (inglés)
Es una dramática empleada de Delivery Works, una tienda de mensajería local. Yoshie disfruta de los chismes y de las telenovelas, generalmente compartiendo todo lo que oye o se entera con Aoba cuando visita la tienda por algún trabajo, para gran pesar de este último.

### AllMates
Beni (ベニ?)
Voz por: Keisuke Gotō, Kyle Jones (inglés)
Es el AllMate de Koujaku, con la apariencia de un pequeño gorrión rojo. Beni se enfada con facilidad y tiende a dejarse provocar, al igual que su dueño, pero ha demostrado tener un buen corazón. Debido a que Koujaku y Aoba son amigos desde pequeños, Beni también es buen amigo de Ren, de quien se preocupa. Posee una fuerte aversión hacia Huracán.
Huracan (ルラカン Rurakan?)
Voz por: Hitoshi Bifu, Stephen E. Moellering (inglés)
Es el AllMate de Mink, con la apariencia de una cacatúa rosada. Es tranquilo y reservado, y habla sólo cuando lo cree necesario. Antes de re:connect, Huracán no tenía nombre debido a que Mink simplemente lo veía como una herramienta para sus propósitos y por lo general lo llamaba mediante el nombre de "Tori". Del mismo modo, Huracán se veía a sí mismo como una mera máquina y era incapaz de comprender la importancia de tener uno. Gracias a Aoba, Mink comenzó a ver las cosas de otra forma y le otorgó a su Allmate un nombre, del cual está muy orgulloso. De acuerdo con sus propias palabras, fue nombrado como Huracán, el dios del fuego, viento y las tormentas en la mitología maya.
Midori (緑?)
Voz por: Hiroko Miyamoto, Tiffany Grant (inglés)
Es el AllMate de Noiz. Toma la forma de múltiples y pequeños cubos verdes y negros que Noiz normalmente lleva atados en su cintura como cadenas. En Rhyme, Midori tiene dos formas: una como un conejo que da órdenes y la otra como numerosos conejos con guantes de boxeo rojos que pelean en los combates. Al igual que Huracán, Midori no tenía un nombre porque Noiz veía a su Allmate como una máquina hecha para llevar a cabo sus órdenes y simplemente era conocido como Pseudo Rabbit (ウサギモドキ).
Usui (卯水?)
Voz por: Tsuguo Mogami, Clint Bickham (inglés)
Es el AllMate de Toue, con la apariencia de una hermosa joven de diez brazos y voz masculina. Actúa como juez e iniciador de las battalas de Rhyme y fue creada a partir de un fragmento de la conciencia de Sei.
Bonjin-kun (凡人君?)
Voz por: Inchiki Echigoya, Christopher Ayres (inglés)
Es el AllMate de Haga. Ayuda en la tienda y a menudo es perseguido por Kio, Nao, y Mio para su diversión cada vez que estos vienen a la misma.
Clara (クララ Kurara?)
Voz por: Aya Kuyama
Es la AllMate de Yoshie, con la apariencia de un perro maltés. Obstinada y directa, tiene un interés romántico hacia Ren, para gran consternación de éste.
Hersha (ヘルシャ Herusha?)
Es el AllMate de Virus. Posee la apariencia de una gigantesca anaconda negra con ojos azules. Se sabe que, a diferencia de otros AllMates, Hersha carece de cualidades humanas y del habla, y en su lugar actúa como un animal salvaje. Las similitudes entre Hersha y Welter, el AllMate de Trip, son una reminiscencia del parecido que Virus y Trip comparten.
Welter (ウェルター Uerutā?)
Es el AllMate de Trip. Su apariencia es la de un león negro con ojos azules. Al igual que Hersha, carece de cualidades humanas y tampoco del habla, en su lugar actúa como un animal salvaje. Las similitudes entre Welter y Hersha son una reminiscencia del parecido que Virus y Trip comparten.

## Media

### Manga
Una adaptación a serie de manga, ilustrada por Torao Asada, comenzó su serialización en agosto de 2012 en la revista B-Log Comic de Enterbrain. El primer volumen fue lanzado el 1 de abril de 2013, mientras que una antología de la saga fue lanzada el 30 de junio de 2012.

### Anime
Una serie de anime basada en Dramatical Murder fue anunciada en el verano de 2014. Comenzó a transmitirse en Japón el 6 de julio de 2014, de manera simultánea con el sitio web Crunchyroll, finalizando el 21 de septiembre de ese mismo año con un total de doce episodios emitidos. A diferencia de la novela visual, el anime no contiene material explícito y está calificado bajo el género shōnen, con el objetivo de atraer a una audiencia más variada. El reparto se compone de los mismos actores de voz de la novela visual. El anime también cuenta con varios temas musicales; uno de apertura y seis de cierre. El tema de apertura es Slip on the Pumps de GOATBED, mientras que Bowie Knife (también de GOATBED) fue utilizado como tema de cierre para los episodios del 1 a 6, y 11. A partir del episodio siete, se utilizaron diferentes temas musicales para los episodios individuales de cada personaje, interpretados por los mismos artistas de DRAMAtical Murder re:connect. By My Side y Lullaby Blue de Kanako Itō fueron utilizados en los episodios 7 y 9, Felt de Seiji Kimura en el episodio 8 y Soul Grace de VERTUEUX en el 10. Angels por GOATBED fue utilizado en el episodio final.
El 21 de junio de 2015, Madman Entertainment anunció que había licenciado la serie para su lanzamiento en Australia y Nueva Zelanda. El 16 de julio de 2015, Sentai Filmworks anunció la licencia de la serie para su lanzamiento en Norteamérica. Una edición en DVD/Blu-ray fue lanzada el 24 de diciembre de 2014, recopilando los doce episodios de la serie. Junto con la banda sonora original y un CD drama titulado Dramatical Kissa Cyan Moon he Yōkoso (ドラマティカル喫茶・シアンムーンへようこそ?), fue incluido un OVA llamado Data_xx_Transitory, el cual cuenta con todos los finales malos ocurridos en las rutas de cada personaje. El 21 de septiembre de 2014, luego de la emisión del episodio final, el sitio web oficial del anime anunció que habría un evento en vivo que tendría lugar el 1 de febrero de 2015 bajo el nombre de Data_12.5_Recitation. Los actores Atsushi Kisaichi (Aoba), Ryōta Takeuchi (Ren), Hiroki Takahashi (Koujaku), Satoshi Hino (Noiz), Ken'ichirō Matsuda (Mink), Masatomo Nakazawa (Clear) y Yūichi Iguchi (Sei) asistieron al evento.

#### Lista de episodios
| #   | Título                 | Estreno                  |
| --- | ---------------------- | ------------------------ |
| 1   | «Data_01_Cargando»     | 6 de julio de 2014       |
| 2   | «Data_02_Grieta»       | 13 de julio de 2014      |
| 3   | «Data_03_Presagio»     | 20 de julio de 2014      |
| 4   | «Data_04_Desaparición» | 27 de julio de 2014      |
| 5   | «Data_05_Error»        | 3 de agosto de 2014      |
| 6   | «Data_06_Revelación»   | 10 de agosto de 2014     |
| 7   | «Data_07_Distancia»    | 17 de agosto de 2014     |
| 8   | «Data_08_Respuesta»    | 24 de agosto de 2014     |
| 9   | «Data_09_Auténtico»    | 31 de agosto de 2014     |
| 10  | «Data_10_Fe»           | 7 de septiembre de 2014  |
| 11  | «Data_11_Fijador»      | 14 de septiembre de 2014 |
| 12  | «Data_12_Amanecer»     | 21 de septiembre de 2014 |
| OVA | «Data_xx_Transitorio»  | 24 de diciembre de 2014  |

### CD dramas
Hasta la fecha, se han un publicado un total de cinco CD dramas centrados en la relación de Aoba con cada personaje principal, así como también varios CD drama bonus. Todas las historia toman lugar inmediatamente después de los eventos de re:connet.

### Teatro
Una adaptación a obra teatral fue anunciada en septiembre de 2019. La obra, dirigida por Asami Irikura y producida por Nitro+Chiral, tuvo sus funciones entre el 20 y 29 de diciembre en el Stellar Ball del Shinagawa Prince Hotel. Cuenta con las actuaciones de Sei'ichirō Nagata como Aoba, Allen Kohatsu como Koujaku, Rikiya Tomizono como Noiz, Yūki Yamagata como Clear, Takanori Yamaki como Mink, Shōgō Yamazaki como Ren y Sei, Yūya Tominaga como Virus, Yū Yoshioka como Trip, Naoya Iwaki como Mizuki y Hayato Moriya como Akushima.

## Aspectos psicológicos
Uno de los aspectos psicológicos más destacados en Dramatical Murder es el trastorno de identidad disociativo presente en el protagonista principal de la historia, Aoba Seragaki. En re:connet, se señala que la creación de dos personalidades diferentes por parte de Aoba en su niñez fue con el propósito de protegerse a sí mismo del mundo. Aunque aún no está del todo claro por qué la aparición de este trastorno en niños, se le relaciona como un medio para hacer frente al estrés o traumas severos. Cabe recalcar que durante los primeros años de su vida Aoba fue criado en un orfanato, y durante este tiempo solía ser dejado de lado por los otros niños, encontrando refugio en Sly Blue y Ren, sus personalidades alternas. A su vez, estas personalidades representan completamente lo opuesto de la otra. Sly Blue personifica el deseo y el odio de Aoba hacia el mundo, mientras que Ren actúa como un restringente entre esta personalidad perjudical y el mismo Aoba, creando un balance entre ambos. 
Aoba fue posteriormente adoptado por Nine y Haruka, y se sabe que dejó de oír las voces de Sly Blue y Ren. Esto continuó por un período de aproximadamente tres años, el tiempo que compartió junto a sus padres. Cuando Nine y Haruka abandonaron Midorijima dejando a Aoba con su abuela Tae y, de acuerdo a las palabras de este último; su condición volvió a deteriorarse lentamente hasta que llegó un punto en el que el balance entre Aoba y Sly Blue se rompió y Ren desapareció de su mente. Esto ocurrió cuando Aoba tenía alrededor de diecisiete/dieciocho años, creándose así un individuo violento y promiscuo que utilizaba su poder de Scrap en Rhyme para "destruir" las mentes de sus oponentes de forma permanente. Esto duró hasta que Aoba cumplió los veinte años, como resultado de un accidente en Rhyme que le hizo perder su memoria de los últimos años. Luego de este "accidente", Aoba comenzó a sufrir de fuertes dolores de cabeza, lo que Tae interpretó como Sly Blue queriendo ser liberado una vez más. Fue gracias a unos medicamentos que Tae le recetó para aliviar los dolores que Aoba fue capaz de volver a vivir una rutina normal, sin embargo, Sly Blue comenzaría a aparecer en momentos aleatorios a lo largo de la historia, principalmente en situaciones de peligro.
Koujaku es otro personaje que se encuentra fuertemente atormentado por su pasado y el parricidio accidental de su madre cuando era un adolescente. Noiz, quien se aisló a sí mismo del mundo y se privó de las relaciones con otras personas luego de una tumultusa infancia dominada por su padecimiento de CIPA, es decir, la incapacidad de sentir dolor. Clear, un androide que desea ser humano y Mink, un exprisionero de Toue que no tiene otro objetivo en la vida más allá de vengar a su familia y asesinar a Toue.

## Recepción
DRAMAtical Murder se posicionó en el tercer puesto de la lista de "Diez mejores videojuegos yaoi" realizada por Rice Digital, siendo también, considerada como la segunda novela visual más popular de Nitro+Chiral justo por detrás de Togainu no Chi. Holly Willians comentó que «todo sobre DRAMAtical Murder es bizarro, pero esto hace que sea un juego muy interesante».
Gabriella Ekens de Anime News Network calificó los primeros ocho episodios del anime con una puntuación de "D", criticando los errores visuales presentes en la animación y sosteniendo que «hay errores visuales que normalmente no se ven en productos terminados. Los personajes no parecen estar en el mismo plano que el fondo y los detalles sobre los lugares cambian inexplicablemente entre las escenas. [...] Sumado a esto, el episodio tres también fue lanzado bastante inacabado. Se veía tan mal que las capturas de pantalla de este mismo inmediatamente se convirtieron en memes. Parte de la cuestión, creo yo, es que los diseños de los personajes son demasiado complejos. Está serie parece tener casi ningún presupuesto y posiblemente los diseños de los personajes fueron lo más complicado para hacer que cualquier otra cosa, lo que llevó al desastre. [...] Es una serie de aspecto ordinario y económico, razón por lo vual pierde un buen número de audiencia potencial por parte de fanáticos del juego que quieren ver sus escenas favoritas animadas. Los fondos también son bastante malos. Aoba y compañía pasan el rato en una escalera sucia de un callejón oscuro, que aparentemente es tan deseable que las pandillas se pelean por él». Ekens también comentó que «ha habido momentos en los que parecen estar intentando colocar insinuaciones sexuales —Noiz besa Aoba y le toquetea de varias formas sugestivas— pero esto es colocado en un segundo plano en las encenas, de ninguna manera se ve como algo sexual. Creo que los creadores de la serie están tratando de poner ese tipo de cosas, pero simplemente no entienden cómo hacerlo sexy para las personas que se sienten atraídas hacia chicos. Compara esto con series que entienden de insinuación sexual, tales como Monogatari o Free!. Todo en lo que se centra DM es en encuadrar poses o ciertas partes del cuerpo».
A su vez, Ekens calificó el noveno episodio con una "C+", considerándolo como el «mejor episodio hasta el momento». En su reseña del episodio, Ekens comentó que «la historia de Clear se ha construido de una manera bastante decente en los episodios anteriores. A diferencia de Noiz, ha tenido conversaciones con Aoba que no fueron en su mayoría de antagonismo o acoso sexual, y a diferencia de Koujaku su dramatismo no proviene de la nada. También estoy destacando el desempeño de Masatomo Nakazawa como Clear como parte de lo que hace que el personaje funcione. Es divertido de oír y el rendimiento es entrañable, capturando la mezcla de vulnerabilidad, ingenuidad y pura felicidad que hace a Clear adorable».
Para el duodécimo y último episodio de la serie, Ekens comentó que «los argumentos de la trama estaban desconectados; la historia de Koujaku es sobre una cábala de gente rica trabajando para Toue, la de Clear es sobre un ejército de clones robots, la de Mink trata sobre el intento de explotación de Toue y el asesinato de su gente, y la de Noiz es sobre Rhyme. No se integran en un argumento cohesivo, lo que podría haber servido para encadenar todas las historias individuales. Se siente como si el mundo de las historias individuales de los personajes fue invertido. El otro tema de la serie es que no se puso sexy sino hasta el final, e incluso entonces sólo lo fue por los pezones virtuales de Ren. DRAMAtical Murder terminó de la forma en que comenzó y siempre fue; aburrida, casta e incomprensible».